# ナザリオ・サウロ (駆逐艦)
ナザリオ・サウロ (Nazario Sauro) はイタリア海軍の駆逐艦。サウロ級。

## 艦歴
1924年2月9日起工。1925年5月12日進水。1926年9月23日就役。
1927年、ラ・スペツィアでヴァポレットと衝突。
1936-1937年、スペイン内戦に参加.。
1938年、紅海配備となる。
イタリアの第二次世界大戦参戦時は同型艦の「チェザーレ・バッティスティ」、「フランチェスコ・ヌーロ」、「ダニエーレ・マニン」とともにマッサワを基地とする第3駆逐隊に所属していた。
1940年8月24日-25日、「フランチェスコ・ヌーロ」とともに報告のあったギリシャ船捜索にあたるが発見できなかった。
9月5日から6日の夜、「ダニエーレ・マニン」、「チェザーレ・バッティスティ」と共に敵船団を捜索したが発見できなかった。
10月20日、「ナザリオ・サウロ」は駆逐艦「フランチェスコ・ヌーロ」、「パンテーラ」、「レオーネ」とともに出撃しBN7船団捜索に向かった。BN7船団は32隻の船で構成され、護衛は軽巡洋艦「リアンダー」、駆逐艦「キンバリー」、スループ「オークランド」、「インダス」、「ヤラ」、掃海艇2隻であった。イタリア側の作戦は「パンテーラ」と「レオーネ」が護衛を引き離している間に「ナザリオ・サウロ」と「フランチェスコ・ヌーロ」が商船を攻撃するというものであった。イタリア駆逐艦は21時15分に二手に別れ、23時21分に「パンテーラ」が煙を発見。「パンテーラ」と「レオーネ」は船団の護衛と交戦し、任務達成と判断して離脱した。一方、「ナザリオ・サウロ」と「フランチェスコ・ヌーロ」は目標を発見できず、21日1時48分に「リアンダー」および別の船1隻と遭遇した。「ナザリオ・サウロ」は「リアンダー」に対して魚雷1本を発射し、「リアンダー」も目標を見失うまで砲撃を行った。この後「ナザリオ・サウロ」は再び船団攻撃を試み、魚雷を発射するも外れた。「ナザリオ・サウロ」は帰途に着いたが、舵の故障のため「ナザリオ・サウロ」と離れた「フランチェスコ・ヌーロ」は撃沈された。
12月3日-5日、「ナザリオ・サウロ」と駆逐艦「ティグレ」、「レオーネ」、「ダニエーレ・マニン」、潜水艦「Ferraris」は敵船団を捜索するが発見できなかった。
1941年2月2日夜、「ナザリオ・サウロ」、「パンテーラ」、「ティグレ」はマッサワから出撃しBN14船団（39隻の船からなり、護衛は軽巡洋艦「カレドン」、駆逐艦「キングストン」、スループ「インダス」、「ショアハム」）捜索に向かった。3日、「ナザリオ・サウロ」は船団に対して魚雷3本を発射し、「パンテーラ」も魚雷を発射したが、すべて命中しなかった。
4月1日、マッサワに対する敵の攻撃が開始された。友好国、または中立国へ脱出できるだけの航続距離のない駆逐艦などはマッサワ陥落時には自沈することとなっていたがそうせず、「パンテーラ」、「ティグレ」、「レオーネ」はスエズを、「ダニエーレ・マニン」、「ナザリオ・サウロ」、「チェザーレ・バッティスティ」はポートスーダンを攻撃することを決めた。「パンテーラ」以下3隻は3月31日に出撃したが、「レオーネ」が座礁したため同艦を処分した後2隻はマッサワに引き返した。この後、残る5隻すべてでポートスーダンを攻撃することとなり、4月2日午後に出撃した。しかし、「チェザーレ・バッティスティ」は機関の故障のため速度が低下したためアラビア沿岸へ向かい翌日自沈した。4月3日の夜明け後、イタリア駆逐艦は空母「イーグル」のフェアリー ソードフィッシュ部隊の攻撃を受けた。直撃弾を受けた「ナザリオ・サウロ」は爆沈し、「ダニエーレ・マニン」も撃沈された。残る2隻はアラビア沿岸へ向かい、そこで自沈した。
「ナザリオ・サウロ」乗員は78名が死亡した。